# Kein Film war schöner
„Kein Film war schöner“ (в превод от немски: „Никой филм не бе по-хубав“) е студиен албум на Лили Иванова, състоящ се изцяло от песни на немски език и издаден през 1981 година от „Балкантон“ под каталожен номер ВТА 10784.
На обложката на плочите е изписано само „Lili Ivanova“, но за заглавие на албума в официалния сайт на певицата е посочено името на първата песен от албума, тъй като нерядко албумите от въпросния период не съдържат недвусмислено заглавие на албум, а само име на изпълнител.
Албумът се състои от общо десет песни, всички от които са немскоезични версии на вече записани и издадени песни в предишни албуми от българския репертоар на певицата.

### Първа страна
1. „Kein Film war schöner“ (текст: Дитер Шнайдер, музика и аранжимент: Митко Щерев) – Оригинал: „Нямо кино“ (текст: Лозан Такев) от албума „Моят град“ (1979 г.)
2. „Kleines Kleeblatt“ (текст: Дитер Шнайдер, музика и аранжимент: Асен Гаргов) – Оригинал: „Детелина“ (текст: Асен Ошанов) от албума „Предупреждение“ (1981 г.)
3. „Feuer wird sein und Eis“ (текст: Дитер Шнайдер, музика: Тончо Русев, аранжимент: Иван Пеев) – Оригинал: „Огнище“ (текст: Дамян Дамянов) от албума „Моят град“ (1979 г.)
4. „Nie wieder Liebe“ (текст: Дитер Шнайдер, музика: Зорница Попова, аранжимент: Иван Пеев) – Оригинал: „Огън за двама“ (текст: Йордан Янков) от албума „Предупреждение“ (1981 г.)
5. „Chrysanthemen“ (текст: Дитер Шнайдер, музика: Митко Щерев, аранжимент: Герард Зибхолц) – Оригинал: „Хризантеми“ (текст: Иля Велчев) от албума „Стари мой приятелю“ (1976 г.)

### Втора страна
1. „Will wie ein Vogel sein“ (текст: Дитер Шнайдер, музика и аранжимент: Михаил Ваклинов) – Оригинал: „Като птица“ (текст: Надежда Захариева) от албума „Предупреждение“ (1981 г.)
2. „Bunte Wagen“ (текст: Дитер Шнайдер, музика: Тончо Русев, аранжимент: Герард Зибхолц) – Оригинал: „Панаири“ (текст: Дамян Дамянов) от албума „Панаири“ (1973 г.)
3. „Liebesbriefe schreiben“ (текст: Дитер Шнайдер, музика: Александър Йосифов, аранжимент: Константин Драгнев) – Оригинал: „Посвещение“ (текст: Павел Матев) от албума „Животът ни събира, животът ни разделя“ (1978 г.) в дует с Асен Гаргов
4. „Was fehlt uns mehr“ (текст: Дитер Шнайдер, музика: Лили Иванова, аранжимент: Иван Пеев) – Оригинал: „Една любов“ (текст: Асен Ошанов) от албума „Моят град“ (1979 г.)
5. „Wie die Zeiger eilen“ (текст: Дитер Шнайдер, музика: Лили Иванова, аранжимент: Иван Пеев) – Оригинал: „Стрелките се въртят“ (текст: Надежда Захариева) от албума „Моят град“ (1979 г.)